# Liste der Baudenkmale in Winton
Die Liste der Baudenkmale in Winton umfasst alle vom New Zealand Historic Places Trust (NZHPT) als „Historic Place“ oder „Historic Area“ eingestuften Baudenkmale und Flächendenkmale der neuseeländischen Ortschaft Winton. Die Angaben stammen aus dem Register des NZHPT. Die Bezeichnungen der Baudenkmale orientieren sich an diesem Register. In die Liste werden auch bekannte Wahi Tapu (Area), kulturell und religiös bedeutsame Stätten und Gebiete der Māori, aufgenommen. Sie werden jedoch meist nicht publiziert.

| Bild | Bezeichnung                           | Ort    | Anschrift                                                       | Beschreibung                             | Bauzeit    | Eintrag           | Nummer | Kat. |
| ---- | ------------------------------------- | ------ | --------------------------------------------------------------- | ---------------------------------------- | ---------- | ----------------- | ------ | ---- |
| BW   | McCallum's Shed                       | Winton | 195 McCallum Road, Wilsons Crossing Karte                       | ehemaliger Wollschuppen, 2014 abgerissen | 1868–1889  | 15. April 2011    | 3268   | 1    |
| BW   | Holy Trinity Church (Anglican)        | Winton | 252 Great North Road (State Highway 6) und Meldrum Street Karte | anglikanische Kirche                     | 1876 (ca.) | 15. Dezember 2011 | 2565   | 2    |
| BW   | Jamieson's Restaurant (Former)        | Winton | 206-210 Great North Road Karte                                  | Restaurant, ehemaliges                   | 1894 (ca.) | 28. Juni 2012     | 2566   | 2    |
| BW   | Railway Hotel (Former)                | Winton | 232-234 Great North Road Karte                                  | Hotel, ehemaliges                        | 1911 (ca.) | 15. Dezember 2011 | 2567   | 2    |
| BW   | Winton Great North Road Historic Area | Winton | Great North Road und Meldrum Street Karte                       | historisches Stadtzentrum von Winton     | n.a.       | 13. Juni 2003     | 7527   | HA   |